# Fenomeno di Ashman
Il fenomeno di Ashman, noto anche come battito di Ashman, descrive un particolare tipo di complesso QRS ampio, spesso isolato che si vede tipicamente nella fibrillazione atriale. È spesso interpretato erroneamente come un complesso ventricolare prematuro.
Il nome deriva dallo studioso Richard Ashman (1890 – 1969), dopo essere stato descritto per la prima volta da Gouaux e Ashman nel 1947.

## Presentazione
Il fenomeno di Ashman è descritto come un complesso QRS ampio che seguono un breve intervallo RR preceduto da un lungo intervallo RR. Questo breve complesso QRS in genere ha una morfologia a blocchi di branca destra e rappresenta un complesso condotto in modo aberrante che ha origine sopra il nodo AV e raramente ha origine nel ventricolo destro o sinistro.

## Eziologia
Si verifica perché la durata del periodo refrattario del miocardio è proporzionale all'intervallo RR del ciclo precedente. Un breve intervallo RR è associato a una durata più breve del potenziale d'azione e viceversa. Un lungo ciclo RR prolungherà il periodo refrattario che ne consegue e se segue un ciclo più breve, è probabile che il battito che termina il ciclo sia condotto in modo aberrante. Poiché il periodo refrattario del ramo del fascio destro è più lungo di quello sinistro, il fascio destro sarà ancora nel periodo refrattario quando l'impulso sopraventricolare raggiunge il sistema His-Purkinje, risultando in un complesso con morfologia di blocco di branca destro.

## Prognosi
Clinicamente, è spesso asintomatico se non associato a nessun quadro cardiologico e considerato di natura benigna.